# Proteína transportadora de ácidos grasos de cadena larga 4
La proteína transportadora de ácidos grasos de cadena larga 4 es una proteína que en humanos está codificada por el gen SLC27A4. Esta proteína de membrana se llama también FATP4 o ACSVL5 (very long chain fatty acyl-CoA synthetase 5, acil-CoA sintetasa de ácidos grasos de cadena muy larga 5). La proteína purificada muestra actividad enzimática (EC 6.2.1.3), esterificando ácidos grasos de cadena larga y muy larga con coenzima A. Se debate si es también un transportados de ácidos grasos en la membrana plasmática.

## Otras lecturas
- «A family of fatty acid transporters conserved from mycobacterium to man». Proceedings of the National Academy of Sciences of the United States of America 95 (15): 8625-9. Jul 1998. PMC 21126. PMID 9671728. doi:10.1073/pnas.95.15.8625. Parámetro desconocido |vauthors= ignorado (ayuda)
- «Identification of the major intestinal fatty acid transport protein». Molecular Cell 4 (3): 299-308. Sep 1999. PMID 10518211. doi:10.1016/S1097-2765(00)80332-9. Parámetro desconocido |vauthors= ignorado (ayuda)
- «Genetic and structural evaluation of fatty acid transport protein-4 in relation to markers of the insulin resistance syndrome». The Journal of Clinical Endocrinology and Metabolism 89 (1): 392-9. Jan 2004. PMID 14715877. doi:10.1210/jc.2003-030682. Parámetro desconocido |vauthors= ignorado (ayuda)
- «Expression of fatty-acid-handling proteins in human adipose tissue in relation to obesity and insulin resistance». Diabetologia 47 (6): 1118-25. Jun 2004. PMID 15168018. doi:10.1007/s00125-004-1417-4. Parámetro desconocido |vauthors= ignorado (ayuda)
- «Large-scale mapping of human protein-protein interactions by mass spectrometry». Molecular Systems Biology 3 (1): 89. 2007. PMC 1847948. PMID 17353931. doi:10.1038/msb4100134. Parámetro desconocido |vauthors= ignorado (ayuda)
- «Cellular uptake of fatty acids driven by the ER-localized acyl-CoA synthetase FATP4». Journal of Cell Science 119 (Pt 22): 4678-88. Nov 2006. PMID 17062637. doi:10.1242/jcs.03280. Parámetro desconocido |vauthors= ignorado (ayuda)

- Datos: Q18036016